# フェリックス・バウムガルトナー

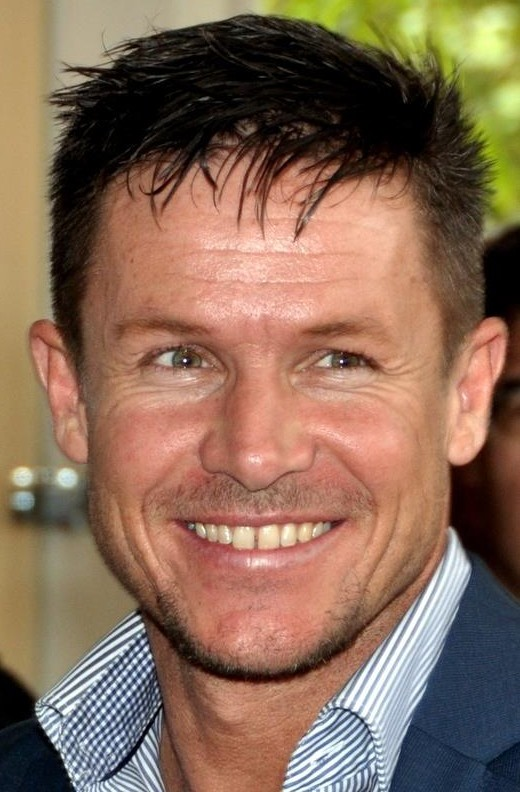
バウムガルトナー

フェリックス・バウムガートナー（Felix Baumgartner、1969年4月20日 - 2025年7月17日）は、オーストリアザルツブルク出身のスカイダイバー。
2012年10月14日、レッドブル・ストラトスにて、有人気球による最高高度到達記録、スカイダイビングの最高高度記録、自由落下（フリーフォール）による最高落下速度記録を達成したと報じられた。
2025年7月17日、イタリア・ポルト・サンテルピーディオでのパラグライダーの飛行中、制御不能の状態に陥った後、海岸のリゾートのプールに墜落して亡くなった。56歳没。墜落した際にぶつかった若い女性は怪我をしたが、重篤な状態ではなかった。